# Piae cantiones

Titelblatt der Erstausgabe der Piae Cantiones, Greifswald 1582 (Exemplar der Königlichen Bibliothek zu Stockholm)

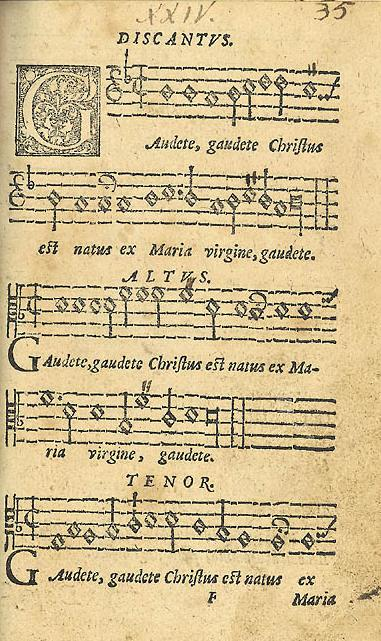
Erste Seite des Liedes Gaudete.

Piae Cantiones oder mit ausführlicherem Titel: Piae Cantiones ecclesiasticae et scholasticae veterum episcoporum (Fromme Kirchen- und Schullieder der alten Bischöfe) ist eine schwedisch-finnische Sammlung von Kirchen- und Schulgesängen, die im 16. Jahrhundert von dem aus Finnland stammenden Rostocker Studenten Theodoricus Petri Ruutha herausgegeben wurde. Sie erschien zuerst 1582 in Greifswald auf Latein, 1616 in einer finnischen Ausgabe, 1625 in einer von Daniel Friderici erweiterten zweiten Auflage in Rostock und wurde in Finnland bis zum Ende des 19. Jahrhunderts immer wieder neu aufgelegt. Im 19. Jahrhundert kam ein Exemplar der Erstausgabe nach Großbritannien und löste eine eigene Wirkungsgeschichte aus. Besonders die Weihnachtslieder werden noch heute gesungen.

## Aufbau und Inhalt
Die Erstausgabe von 1582 enthält 74 Gesänge, die sich auf elf Gruppen verteilen:
- 24 Weihnachtslieder: Cantiones de nativitate Domini et Salvatoris nostri Iesu Christi
- 9 Passions- und Osterlieder: De passione Domini nostri Iesu Christi
- 1 Pfingstlied: In festo pentecostes
- 3 Trinitatislieder: De Trinitate
- 2 Abendmahlslieder: De eucharistia
- 4 Gebete in Liedform: Cantiones precum
- 14 Lieder über die menschliche Natur: De fragilitate et miseriis humanæ conditionis
- 10 Schullieder De vita scholastica
- 2 Lieder über die Eintracht De concordia
- 3 Erzähllieder Historicæ cantiones
- 2 Frühlingslieder De tempore vernali cantiones

Dem Weihnachtsteil vorangestellt ist ein neulateinisches Gedicht Carmen gratulatorium in natalem Savatoris Domini nostri Jesu Christi von Heinrich Husanus.
Die Sammlung enthält in Weißer Mensuralnotation notiert sowohl einstimmige als auch mehrstimmige Lieder. Von den 74 Liedern sind 12 mehrstimmig gesetzt: 7 für zwei Stimmen, 3 für drei Stimmen und zwei für vier Stimmen. Die Stimmen der mehrstimmigen Stücke sind allerdings nicht in moderner Partituranordnung untereinander notiert, sondern vielmehr einzeln hintereinander.
- Cantiones de nativitate Domini et Salvatoris nostri Jesu Christi

1. Angelus emittitur
2. Salve flos et decor Ecclesiæ
3. Puer nobis nascitur
4. Verbum caro factus est
5. De radice processerat
6. Congaudeat turba fidelium
7. Ave maris stella lucens miseris
8. Lætetur Jerusalem, Sion plaudat filia
9. Personent hodie
10. Psallat scholarum contio
11. Ave maris stella Divinitatis cella
12. Dies est lætitiæ
13. Ecce novum gaudium
14. Resonet in laudibus
15. In dulci jubilo (Lat./Schwedisch)
16. Omnis mundus jucundetur
17. Florens juventus virginis
18. Laus virginis, Nati sonat cum jubilo
19. Unica gratifera
20. Psallat fidelis concio cum gaudio
21. Paranymphus adiens (zweistimmig)
22. Ad cantus lætitiæ (zweistimmig)
23. Puer natus in Bethlehem (Zweistimmig TB)
24. Gaudete, gaudete Christus est natus (vierstimmig SATB)

- De passione Domini nostri Jesu Christi

1. Autor humani generis
2. A dextris Dei Dominus
3. Christus pro nobis passus est
4. Amoris opulentiam
5. Jesus humani generis
6. Cedit hiems eminus (dreistimmig STB)
7. Ætas carmen melodiæ (dreistimmig STB)
8. Jucundare jugiter (dreistimmig STB)
9. Jesu dulcis memoria (vierstimmig SATB)

- In festo pentecostes

1. Quando Christus ascenderat

- De trinitate

1. Benedicite tres personas
2. Bene quondam dociles
3. Triformis relucentia

- De eucharistia

1. Divinum mysterium
2. Jesus Christus nostra salus

- Cantiones precum

1. O rex coelorum Domine
2. O Christe Rex piissime
3. Ave Rex regum omnium
4. Parce Christe spes reorum (zweistimmig)

- De fragilitate et miseriis humanæ conditionis

1. Vanitatum vanitas
2. Insignis est figura
3. Mirum si læteris
4. O mentes perfidas
5. Nunc floret mendacium
6. Mundanis vanitatibus
7. In hoc vitæ stadio
8. Honestatis decus
9. Scribere proposui
10. Jam verus amor
11. Mars precurrit in planetis
12. Invaluit malitia
13. Cum sit omnis caro
14. Jeremiæ prophetiæ

- De vita scholastica

1. Castitatis speculum
2. O scholares discite
3. Scholares convenite
4. Disciplinæ filius
5. Olla mortis patescit
6. In stadio laboris
7. Schola morum floruit
8. Sum in aliena provincia
9. O scholares voce pares
10. Regimen scholarium (zweistimmig)

- De concordia

1. O quam mundum
2. Lætemur omnes socii

- Historicæ cantiones

1. Zachæus arboris ascendit (zweistimmig)
2. Homo quidam rex nobilis
3. Ramus virens olivarum (über das Martyrium des Bischofs Heinrich von Uppsala)

- De tempore vernali cantiones

1. In vernali tempore
2. Tempus adest floridum

## Überlieferungsgeschichte
Die Herkunft der Texte und Melodien ist vielfältig und nur für etwas über die Hälfte der Gesänge geklärt: neben vor allem schwedisch-finnischen Liedgut gibt es Einflüsse aus Norddeutschland und Dänemark, so dass Folke Bohlin feststellen konnte: „die Piae Cantiones sind zum Teil ein Zeugnis für die kulturelle Zusammengehörigkeit des Ostseeraums“.
Zur Zeit der Veröffentlichung gab es im Königreich Schweden, zu dem Finnland damals gehörte, strikte Zensurgesetze. Die Forschung vermutet, dass es sich bei dem Titel erwähnten, aber nicht genannten Kirchen- und Schulmann aus Turku, der die Texte korrigiert habe, um Jacobus Finno handelt, der 1567 ebenfalls in Rostock studiert hatte. Die meisten Korrekturen geschahen in der Absicht, mittelalterliche marianische Gesänge im Sinne der Reformation mehr auf Christus zu beziehen. Durch ein fast mechanisches Ersetzen führte das jedoch zu eigenartigen Ergebnissen und entstellte den Text, so bei Ave maris stella, divinitatis cella.
Das Vorwort der ersten Ausgabe ist am 23. Mai 1582 in Rostock unterzeichnet. Die Sammlung widmete Ruutha Christiano Horn, libero baroni ab Aminna: Krister Klasson Horn (1554–1612) auf Åminne bei Halikko in Westfinnland, Sohn des schwedischen Admirals und Seehelden Klas Kristersson Horn (1520–1566). Er war schon als junger Mann für seine humanistische Gelehrsamkeit bekannt und besaß eine große Bibliothek. Krister Horn wird den Druck finanziert haben. Später unterstützte er Sigismund III. Wasa gegen Karl IX. (Schweden) und fiel dafür, ebenso wie Ruutha, in Ungnade.
Es ist anzunehmen, dass die Sammlung eigentlich in Rostock gedruckt werden sollte, die Arbeit aber aus drucktechnischen Gründen an Augustin Ferber d. Älteren (bl. 1575–1619) in Greifswald vergeben wurde. Ferber war bis 1580 in Rostock ansässig. Von der Erstausgabe sind mit Stand von 2005 22 Exemplare bekannt, davon 15 in schwedischen, 5 in finnischen sowie 2 in Bibliotheken außerhalb Skandinaviens. 2017 wurde ein Exemplar bei einer Auktion in Stockholm angeboten.
1612 erschien in Helsinki eine finnische Übersetzung, die keinerlei Hinweise auf Ruutha enthielt.
1625 gaben die Brüder und Neffen Ruuthas eine Neuausgabe in Auftrag, die in Rostock erschien. Sie wurde von Heinricus Martini Fattabur und Matthias Jacobäus (Tolia) herausgegeben. Beide hatten in Rostock studiert; Fattabur war jetzt Rektor und Jacobäus Lehrer an der Domschule in Wiborg. Dem Vorwort folgte ein Widmungsgedicht von Johannes Simonius, dem Senior der philosophischen Fakultät in Rostock. Der Kantor der Rostocker Marienkirche Daniel Friderici schuf teilweise neue mehrstimmige Sätze. Samuel Cröell und Johannes Henrici, zwei aus Wiborg stammende Studenten, hatten den Kontakt zu ihm hergestellt. Die Neuauflage enthält 16 Neuaufnahmen, darunter Grates nunc omnes und Psallite unigenito und hat insgesamt 90 Stücke.

## DiePiae Cantionesin Großbritannien
Der britische Diplomat George John Robert Gordon, der von 1843 bis 1854 in Stockholm tätig war, stand der anglokatholischen Erneuerungsbewegung der Kirche von England nahe. In seiner Zeit in Stockholm schrieb er von 1847 bis 1853 regelmäßig Artikel für das Magazin The Ecclesiologist, in denen er das liturgische Leben und Kirchen der lutherischen Kirche von Schweden beschrieb und diese als vorbildlich für eine liturgische und spirituelle Erneuerung der anglikanischen Kirche darstellte.
Vermutlich in Stockholm erwarb Gordon ein Exemplar der Erstauflage von 1582. Zu den Vorbesitzern zählte der Komponist Pehr Frigel (1750–1842). 1853 stellte er es John Mason Neale zur Verfügung und begründete damit eine ganz eigene Wirkungsgeschichte der Sammlung in Großbritannien. Neale nutzte gemeinsam mit dem Komponisten Thomas Helmore Text und Melodien daraus für zwei Publikationen. Zuerst erschienen 1853 zwölf Carols for Christmas-tide bei Novello in London. Die Melodien stammten alle aus Piae Cantiones; die Texte waren entweder mehr oder minder freie Übertragungen. Für Good King Wenceslas nahm Helmore die Melodie des Frühlingsliedes Tempus adest floridum. Im Jahr darauf folgte eine Sammlung von zwölf Carols for Easter-tide. Besonders die Weihnachtslieder erlangten schnell eine große Popularität und gelangten in viele englischsprachige Gesangbücher. Für das Weihnachtslied Of the Father’s love begotten, einer Übertragung Neales nach Venantius Fortunatus, nutzte Helmore die Melodie von Divinum mysterium, einem eucharistischen Hymnus.
Helmore gab das Exemplar vor seinem Tod 1890 weiter an den anglikanischen Priester und Hymnologen George Ratcliffe Woodward (1848–1934). Woodward veröffentlichte 1910 für die Plainsong & Medieval Music Society eine neue Ausgabe der Piae Cantiones. Dabei versuchte er, die Änderungen Finnos rückgängig zu machen und den originalen Wortlaut der marianischen Gesänge wiederherzustellen.
Über die Society kam das Exemplar der Erstausgabe an die British Library.
Durch neuere Ausgaben und Arrangements, z. B. in den 100 Carols for Choirs (Hundert Weihnachts- und Kirchenlieder für Chöre) von David Willcocks und John Rutter bei der Oxford University Press herausgegeben, sind die Weihnachtslieder aus den Piae Cantiones nach wie vor verbreitet. Viele der darin enthaltenen Werke sind ein fester Bestandteil des Festival of Nine Lessons and Carols in der King’s College Chapel in Cambridge, einem traditionellen Gottesdienst, der jedes Jahr am Heiligen Abend stattfindet und von der BBC im Hörfunk übertragen wird.

### Ausgaben
- PIAE CANTIO=||NES ECCLESIA-||STICAE ET SCHOLA=||STICAE VETERVM EPISCOPO-||rum, in Inclyto Regno Sueciae paßim vsurpatae,|| nuper studio viri cuiusdam Reuerendiß: de Ecclesia || Dei et Schola Aböensi in Finlandia optimè || meriti accuratè à mendis corre-||ctae, et nunc typis com-||missae, opera || THEODORICI PETRI || Nylandensis.|| His adiecti sunt aliquot ex Psalmis recentioribus.  Greifswald: Augustin Ferber 1582 (P 1765 im VD 16.)
 Digitalisat. Project Runeberg
- Cantiones piae et antiquae,: veterum episcoporum & pastorum in inclyto regno Sveciae, praesertim in Magno Ducatu Finlandiae usurpatae, & primum operâ viri nobilis Theodorici Petri Rwtha, anno 1582, typis commissae:. Nunc autem sumptibus virorum nobilium Johannis & Bartholdi Petri Rwtha; Item Jacobi, Petri & Theobaldi Bartholdi Rwtha, fratrum, fratueliumq[ue] p.m. Theodorici Rwtha, denu cum quibusdam marginalibus & locis s. scripturae viris orthodoxis dioecesis Wijburg: illustratae prodeunt, his accesserunt etjam cantiones quedam novae. Rostock 1625
 urn:nbn:fi:jyu-200806035390  (Digitalisat des Exemplars der Universitätsbibliothek Jyväskylä)
- Piae Cantiones, ecclesiasticae et scholasticae veterum episcoporum, in Inclyto Regno Sueciae passim usurpatae, olim studio viri cuiusdam Reverendiss: de Ecclesia Dei et Schola Aboensi in Finlandia optime meriti accurate amendis correctae. et typis commissae opera Theodorici Petri Nylandensis. His adiecti sunt aliquot ex Psalmis recentioribus. Imprimebatur Wisingsburgi, per Celsiss: Regni Drotzeti Typographum Johannem Kankel Anno 1679
- George R. Woodward (Hrsg.): Piæ Cantiones. A Collection of Church & School Song, chiefly Ancient Swedish, originally Published in A. D. 1582 by Theodoric Petri of Nyland. London: Printed at the Chiswick Press for the Plainsong & Medieval Music Society 1910
- Heikki Klemetti: Piae Cantiones - Latinalaisia Koululauluja Sekakuorolle. Lateinische Schullieder für gemischten Chor eingerichtet. R. E. Westerlund, Helsinki; Breitkopf & Härtel, Leipzig 1911
- Harald Andersén, Timo Mäkinen (Hrsg.): Piae cantiones. Vanhoja kirkko – ja koululauluja. Helsinki 1967

### Studien
- Tobias Norlind: Schwedische Schullieder im Mittelalter und in der Reformationszeit. In: SIMG, 2, 1900/01, S. 552–607 (Textarchiv – Internet Archive)
- Timo Mäkinen: Die aus frühen böhmischen Quellen überlieferten Piae Cantiones-Melodien. (= Studia historica Jyväskyläensia, 2). Jyväskylä 1964
- Folke Bohlin: Die Sammlung Piae cantiones und Norddeutschland. In: Dieter Lohmeier (Hrsg.): Weltliches und Geistliches Lied des Barock: Studien zur Liedkultur in Deutschland und Skandinavien. In: Daphnis, 8 (1979), zugleich: Skrifter Utgivna av Svenskt Visarkiv 7, Editions Rodopi 1979, S. 109–120 (books.google.de)
- Margaret Vainio: Good King Wenceslas – an “English” Carol: the appearance of Piae Cantiones melodies in 19th century England. MA Thesis, Jyväskylä 1999, urn:nbn:fi:jyu-1999858911
- Fabian Dahlström: Die Piae cantiones-Tradition in Finnland 1616–1900. 1986 Volltext (PDF)
- Gudrun Viergutz: Beiträge zur Geschichte des Musikunterrichts an den Gelehrtenschulen der östlichen Ostseeregion im 16. und 17. Jahrhundert. Jyväskylä 2005, ISBN 978-951-39-5165-8 (= Jyväskylä studies in humanities, 33) Digitalisat